# 蘭德維特
蘭德維特（瑞典語：Lanvetter）是瑞典西约塔兰省海呂達市的一個市鎮，位於哥德堡以東約15公里處。蘭德維特的名稱源於瑞典語「土地」（Land）和「維特爾」（vittir）的結合，後者意思在古瑞典語意思是某種火災的名稱。蘭特維特是一個不斷發展的市鎮，於2010有人口7,152人，為海呂達市的第二大市鎮。瑞典的第二大機場——哥德堡-蘭特維特機場亦設於鎮內，瑞典的27和40號國道亦同時穿過此鎮。

## 體育
Landvetter IS和至少十幾個其他體育俱樂部都位於蘭德維特。